# Berlaimont
Berlaimont é uma comuna francesa na região administrativa de Altos da França, no departamento do Norte. Estende-se por uma área de 13.10 km². Em 2010 a comuna tinha 3 191 habitantes (densidade: 243,6 hab./km²).